# Marie-José Chombart de Lauwe
Marie-José Chombart de Lauwe, född Wilborts, 31 maj 1923 i Paris, var aktiv inom den franska motståndsrörelsen.

## Biografi
Fadern var barnläkare i Paris och hade under första världskriget skadats av gaserna i skyttegravarna. Marie-José tillbringade skolloven i Côtes-d’Armor på ön Bréhat, där hennes farmor bodde. År 1936 förtidspensioneras hennes far och hela familjen flyttar till ön.
Yvette Marie-José Wilborts, kallad Marie-Jo, går med i motståndsrörelsen vid 17 års ålder i Bretagne. 

### Motståndsrörelsen i Bretagne 1940–1942
Under sommaren 1940 går de tyska trupperna i land på Bréhat och Bréhat-borna förbereder sitt motstånd. Nätter när månen inte lyser så starkt ror båtar över till England. Trots faran börjar Marie-Jo att transportera meddelanden: ”Fastän jag var så ung gjorde jag det inte blåögt. Avrättningarna skedde väldigt snabbt och situationen var kritisk, men vi övervägde riskerna”. 
Hösten 1941 inleder hon sina läkarstudier i Rennes och skaffar en Ausweis (passersedel) som gör det möjligt för henne att vistas i ockupationszonerna längs kusten för att hälsa på sina föräldrar. Hon tillhör motståndsgruppen ”La Bande à Sidonie” som grundades av hennes mor och sedan integrerades i ”Georges France 31”, som i sin tur var knuten till den brittiska underrättelsetjänsten. Gömda i hennes anatomiböcker transporterades försvarsplaner över kustområdet under näsan på fienden, för att sedan skickas ända till de allierade i England. 
I Rennes träffades medlemmarna i nätverket på Café de l’Europe et de la Paix. 1941 arresteras aktivisterna i motståndsrörelsen i området. Gruppen i Rennes klarar sig undan, men det visar sig att den nya förbindelseagenten ”Georges” är en dubbelspion som arbetar för Abwehr. Han lyckas ta sig in i motståndsgruppen för att sedan ange medlemmarna. Marie-Jo anhålls den 22 maj 1942 hos sin hyresvärdinna. Framför huset väntar en svart Gestapobil. Hon hinner knappt skriva en lapp på köksbordet: ”Jag är arresterad. Underrätta familj och vänner”. 
Hon fängslades först av tyska armén i Rennes och fördes sedan till Angers där hon återfann sina föräldrar och elva andra medlemmar i motståndsnätverket.

### Deporteringen till Ravensbrück
Marie-Jo förflyttas senare till la Santé-fängelset för att förhöras av Gestapo. Där träffar hon Marie-Claude Vaillant-Couturier och lyckas genom betongtoaletterna kommunicera med kvinnan i cellen bredvid, France Bloch-Sérazin, en 29-årig aktivist i motståndsrörelsen, kommunist och judinna som tillverkade sprängmedel till Raymond Loserands grupp.  Slutligen förs hon till fängelset i Fresnes.
Marie-Jo döms till döden, ett straff som sedan förmildras till NN-deportation (”Nacht und Nebel”, natt och dimma). Tåget går från Gare de l'Est i Paris den 26 juli 1943 och Marie-Jo, hennes mor och 56 andra fransyskor som också deporteras enligt NN-dekretet, transporteras i fångvagn till koncentrationslägret i Ravensbrück. De 58 kvinnorna placeras i NN block 32.
Marie-Jo jobbar i Siemensfabriken i lägret och tillverkar illegalt små gåvor för att muntra upp sina kamrater. 
Kvinnorna förflyttades med resten av NN-fångarna den 2 mars 1945 till lägret i Mauthausen varifrån de fritogs den 21 april av Röda Korset efter att greve Folke Bernadotte förhandlat med Heinrich Himmler, och det svenska Röda Korsets vita bussar förde kvinnorna mot Schweiz. 
Marie-Jos far som deporterats till lägret i Buchenwald dog den 24 februari 1944.

### Ravensbrücks Kinderzimmer
Sommaren 1944 förflytta Marie-Jo till Kinderzimmer (barnrummet) i block 11. Det var ett rum med två våningssängar där upp till 40 bebisar låg på tvären. Dålig hygien, inga blöjor, inga nappflaskor, inga nappar – fångar i lägret bidrog med några lakan, småflaskor och lite mjölk, men detta förhindrade inte förlusten av större delen av barnen. Av 500 barn som föds i Ravensbrück överlever endast ett fyrtiotal, och La Fondation pour la mémoire de la déportation (FMD), visar att av 23 franska barn överlevde enbart tre: Sylvie Aymler (född i mars 1945), Jean-Claude Passerat (född i november 1944) och Guy Poirot (född i mars 1945). Marie-Jo närvarar också vid steriliseringen av zigenarkvinnor, och vid medicinska experiment som de nazistiska läkarna genomför på unga polska aktivister inom motståndsrörelsen, i NN block 32. Efter befrielsen vittnade Marie-Jo mot Fritz Suhren, befälhavare vid koncentrationslägret i Ravensbrück mellan 1942 och 1945, som åtalades för brott mot mänskligheten.

### Efter andra världskriget
Marie-Jon kommer tillbaka från dödslägret genom Schweiz och Annemasse, anländer i Paris den 1 maj 1945 för att sedan återvända till Bréhat. Hon lyckas återgå till det vanliga livet och återupptar sina läkarstudier. Hon gifter sig med Paul-Henry Chombart de Lauwe får fyra barn. 
Hon blir åter aktivist för kampen mot tortyr under Algerietrevolten. 1954 ansluter hon sig till CNRS – Frankrikes nationella centrum för vetenskaplig forskning- och arbetar med professor Heuyer, överläkaren vid barpsykiatrin vid Salpêtrière-sjukhuset i Paris.
Marie-José är medlem i det franska Förbundet för de mänskliga rättigheterna, sitter i ordförandegruppen för la Féderation nationale des déportés et internés et patriotes (FNDIRP – ett förbund grundat 1945 som rotar sig i motståndet mot det nazistiska våldet och de som föll offer för det) och är sedan Marie Claude Vaillant-Couturiers död 1996, ordförande i FMD. 

## Utmärkelser
- Grand Officier vid Hederslegionen 2008
- Grand-croix vid Hederslegionen 2012

Det finns sedan 2011 en högstadieskola som bär hennes namn i Paimpol i Côtes-d’Armor.